# Szörény megállóhely
Szörény megállóhely egy Baranya vármegyei vasúti megállóhely, amit a MÁV üzemeltetett. Jelenleg a vasúti forgalom szünetel.

## Vasútvonalak
A megállóhelyet az alábbi vasútvonalak érintik:
- Középrigóc–Villány-vasútvonal

## Kapcsolódó állomások
A vasúti megállóhelyhez az alábbi állomások vannak a legközelebb:
- Zádor megállóhely (Középrigóc–Villány-vasútvonal)
- Kétújfalu megállóhely (Középrigóc–Villány-vasútvonal)

## Forgalom
A megállóhelyen és az azt érintő vasútvonal egy részén a vasúti forgalom 2006. május 8-án megszűnt.

## Megközelítése
A megállóhely Szörény északi részén helyezkedik el, közúti megközelítését egy, a falun átvezető 5809-es útból kiágazó önkormányzati út, a helyi Táncsics Mihály utca tette lehetővé.